# Šiauliai (condado)
Nota linguística: Não confundir grafystė (condado) com apskritis (divisão administrativa)..
Šiauliai ou Šiaulių Apskritis é um apskritis da Lituânia, sua capital é a cidade de Šiauliai.